# Jordmassa

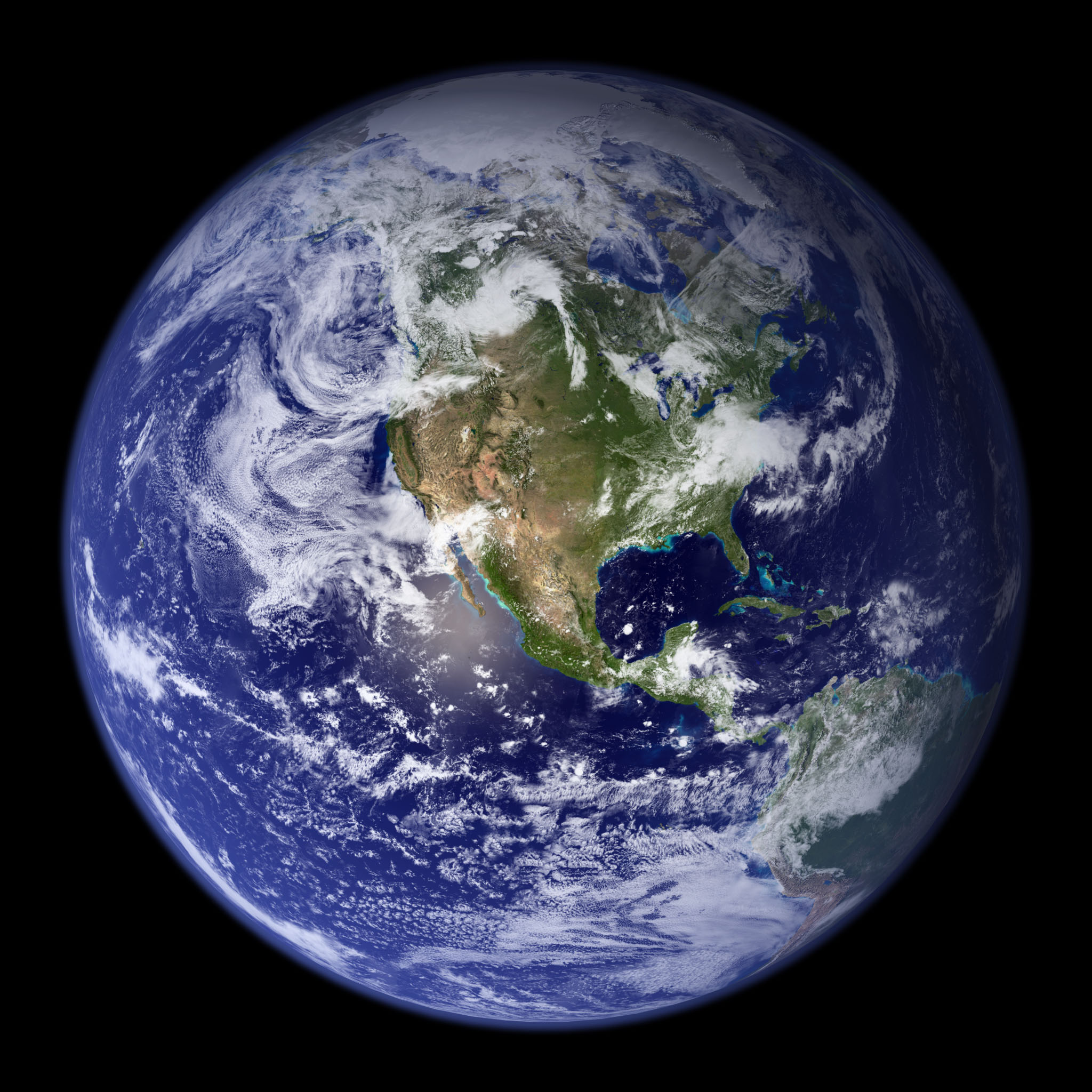
Jorden fotograferad av NASA.

Jordmassa (M🜨) är en måttenhet som motsvarar jordens massa, 1 M🜨 = 5,9742 × 1024 kg. Måttet jordmassa används ofta inom populärvetenskapen för att beskriva massor hos stenplaneter.
De fyra stenplaneterna i solsystemet: Merkurius, Venus, jorden och Mars, har massor på 0,055, 0,915, 1,000 respektive 0,107 jordmassor.
En jordmassa kan omvandlas till liknande enheter:
- 81,3 månmassor (ML)
- 0,00315 jupitermassor (MJ) (Jupiters massa är 317,83 gånger jordens massa)[1]
- 0,000003 solmassor (M☉)